# 京都大学3.8m望遠鏡
京都大学3.8m望遠鏡（きょうとだいがく3.8mぼうえんきょう、愛称：せいめい望遠鏡）は、岡山県小田郡矢掛町に開設された京都大学理学研究科附属天文台および宇宙物理学教室が運用する光学赤外線望遠鏡である。

## 概要
岡山県浅口市と矢掛町の境界に位置する国立天文台岡山天体物理観測所の敷地内に設置された。天体望遠鏡としては東アジア最大級で、可視光から近赤外線領域をカバーする。太陽系外惑星については30光年先の観測が可能。高さは8m、重量は20トン。筒に鉄製フレームを採用するなどして軽量化を図り、ガンマ線バーストのような突発的な天文現象が起きた場合でも、約1分間で焦点を合わせる性能を持つ。
主鏡に直径3.8mの18枚合成鏡を持つ反射望遠鏡である。主鏡はガラスセラミックス製で、日本初の分割鏡方式を採用している。京大が中心となって設計・組み立てを行い、開発費は外注した場合の半分以下（約15億円）に抑えた。主鏡の削り出し装置など関連する機器・システムの開発や製作には、ナガセインテグレックスや名古屋大学などが協力した。また費用のうち6億円は、京大理学部OBで、ブロードバンドタワー会長兼社長の藤原洋が寄付した。
2017年10月から12月にかけて望遠鏡の愛称の公募が行われ、安倍晴明にちなんだ「せいめい」が選ばれた。